# Campionato mondiale vetture sport 1959
Il Campionato mondiale vetture sport 1959, la cui denominazione ufficiale è World Sports Car Championship, è stata la 7ª edizione del Campionato  mondiale vetture sport.
Organizzato dalla Federazione Internazionale dell'Automobile tramite la Commissione Sportiva Internazionale e riservato alle vetture sport con cilindrata limitata a 3 litri, è stato vinto dalla Aston Martin con la DBR1 pilotata da Stirling Moss, Jack Fairman, Carroll Shelby e Roy Salvadori.

## Regolamento
Titoli

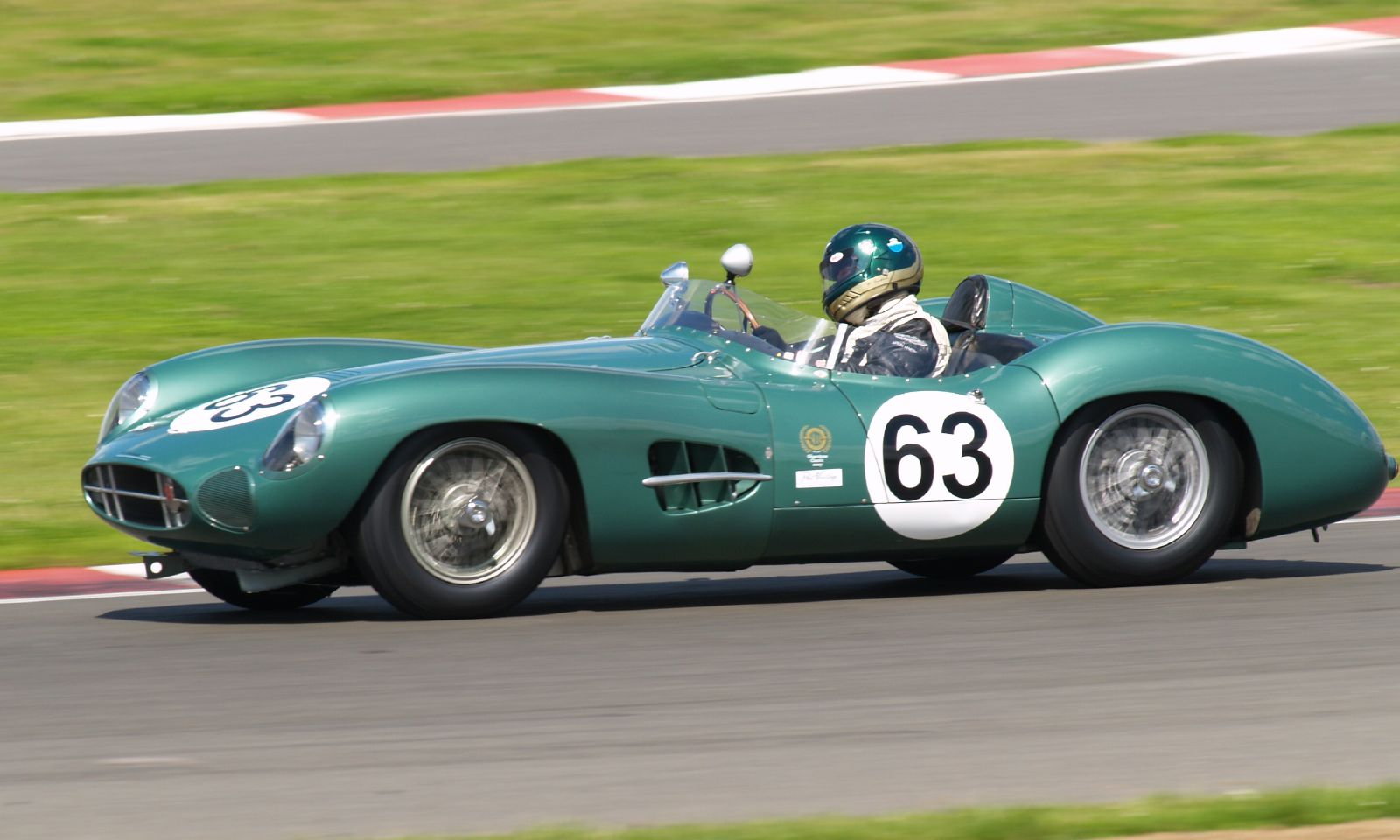
Una Aston Martin DBR1

- Campionato del mondo vetture sport riservato ai costruttori di vetture sport.

Categorie
- Sport: vetture biposto con carrozzeria aperta o chiusa e motori con cilindrata massima di 3 litri, progettate e costruite appositamente per le competizioni ma dotate degli equipaggiamenti per l'uso stradale, suddivise in classi secondo la cilindrata[1].
- Gran Turismo: suddivise in categorie in base alla cilindrata.

Punteggi
Vengono assegnati punti solo alla vettura meglio classificata per ogni costruttore. Al primo costruttore classificato vengono attribuiti 8 punti, 6 al secondo, 4 al terzo, 3 al quarto, 2 al quinto, 1 al sesto. Per la classifica finale vengono conteggiati solo i migliori tre risultati. Le vetture gran turismo non ottengono punti.

## Costruttori
I seguenti modelli hanno contribuito a conquistare i punti nel campionato per i loro rispettivi costruttori.
- Aston Martin DBR1/300
- Ferrari 250 TR 59 & Ferrari 250 GT Berlinetta LWB
- Porsche 718 RSK
- Maserati A6GCS/53
- Alfa Romeo Giuletta Sprint Veloce Zagato
- Lola Mk.1 Coventry Climax

## Resoconto
Il calendario 1959 viene ridotto a cinque gare e comprende la 12 Ore di Sebring che si disputa in America, la Targa Florio, la 1000 km del Nürburgring, la 24 Ore di Le Mans e il Tourist Trophy in Europa.
La Ferrari vince a Sebring mentre alla Targa Florio si impone la Porsche che centra il primo successo nel mondiale. Le ultime tre prove, Nürburgring, Le Mans e Tourist Trophy, vedono il dominio dell'Aston Martin che si aggiudica per la prima e unica volta il Mondiale Marche.

## Risultati
| Nº | Data         | Gara                    | Costruttore  | Vettura         | Categoria | Piloti                                                   | Resoconto |
| -- | ------------ | ----------------------- | ------------ | --------------- | --------- | -------------------------------------------------------- | --------- |
| 1  | 21 marzo     | 12 Ore di Sebring       | Ferrari      | 250 Testa Rossa | Sport     | Dan Gurney - Chuck Daigh - Phil Hill - Olivier Gendebien | Resoconto |
| 2  | 24 maggio    | Targa Florio            | Porsche      | Porsche 718     | Sport     | Edgar Barth - Wolfgang Seidel                            | Resoconto |
| 3  | 7 giugno     | 1000 km del Nürburgring | Aston Martin | DBR 1           | Sport     | Stirling Moss - Jack Fairman                             | Resoconto |
| 4  | 20-21 giugno | 24 Ore di Le Mans       | Aston Martin | DBR 1           | Sport     | Carroll Shelby - Roy Salvadori                           | Resoconto |
| 5  | 5 settembre  | Tourist Trophy          | Aston Martin | DBR 1           | Sport     | Stirling Moss - Jack Fairman - Carroll Shelby            | Resoconto |

## Classifica
| Pos | Costruttore  | Pr 1 | Pr 2 | Pr 3 | Pr 4 | Pr 5 | Totale |
| --- | ------------ | ---- | ---- | ---- | ---- | ---- | ------ |
| 1   | Aston Martin |      |      | 8    | 8    | 8    | 24     |
| 2   | Ferrari      | 8    |      | 6    | 4    | (4)  | 18     |
| 3   | Porsche      | 4    | 8    | (3)  |      | 6    | 18     |
| 4   | Maserati     |      | 2    |      |      |      | 2      |
| 5   | Alfa Romeo   |      | 1    |      |      |      | 1      |
| 5   | Lola         |      |      |      |      | 1    | 1      |